# Македонська футбольна Перша ліга
Чемпіона́т Північної Македо́нії з футбо́лу, Македо́нська пе́рша лі́га (мак. Македонска Прва Ліга) — вища ліга Македонії з футболу.

## Історія
За регламентом ліга складається з 12-ти команд, але в сезоні 2008—2009 брали участь 11 у зв'язку  з тим, що футбольний клуб Баскімі припинив своє існування 1 серпня 2008 року. У сезоні команди грають у три кола. Переможець виступає в другому кваліфікаційному раунді Ліги Чемпіонів УЄФА. Переможець кубка Македонії, срібний і бронзовий призери починають з першого кваліфікаційного раунду Ліги Європи УЄФА. Команди, що зайняли 11-е і 12-е місце переводяться в Македонську другу лігу, команди що зайняли 1-е і 2-е місце у другій лізі македонської переводяться в першу. Команди, що зайняли 9-е і 10-е місця в першій лізі, грають перехідні матчі з командами, які посіли 3-е і 4-е місця у другій македонської лізі.

## Чемпіон та призери
| Сезон   | Переможець          | 2-е місце        | 3-е місце        |
| ------- | ------------------- | ---------------- | ---------------- |
| 1992–93 | Вардар (1)          | Сілекс           | Балкан           |
| 1993–94 | Вардар (2)          | Сілекс           | Балкан           |
| 1994–95 | Вардар (3)          | Сілекс           | Слога Югомагнат  |
| 1995–96 | Сілекс (1)          | Слога Югомагнат  | Вардар           |
| 1996–97 | Сілекс (2)          | Победа           | Слога Югомагнат  |
| 1997–98 | Сілекс (3)          | Слога Югомагнат  | Македонія        |
| 1998–99 | Слога Югомагнат (1) | Сілекс           | Победа           |
| 1999–00 | Слога Югомагнат (2) | Победа           | Работнічкі       |
| 2000–01 | Слога Югомагнат (3) | Вардар           | Победа           |
| 2001–02 | Вардар (4)          | Беласиця         | Цементарниця 55  |
| 2002–03 | Вардар (5)          | Беласиця         | Победа           |
| 2003–04 | Победа (1)          | Сілекс           | Вардар           |
| 2004–05 | Работнічкі (1)      | Вардар           | Победа           |
| 2005–06 | Работнічкі (2)      | Македонія        | Вардар           |
| 2006–07 | Победа (2)          | Работнічкі       | Македонія        |
| 2007–08 | Работнічкі (3)      | Мілано           | Пелістер         |
| 2008–09 | Македонія (1)       | Мілано           | Ренова           |
| 2009–10 | Ренова (1)          | Работнічкі       | Металург         |
| 2010–11 | Шкендія (1)         | Металург         | Ренова           |
| 2011–12 | Вардар (6)          | Металург         | Шкендія          |
| 2012–13 | Вардар (7)          | Металург         | Турново          |
| 2013–14 | Работнічкі (4)      | Турново          | Металург         |
| 2014–15 | Вардар (8)          | Работнічкі       | Шкендія          |
| 2015–16 | Вардар (9)          | Шкендія          | Сілекс           |
| 2016–17 | Вардар (10)         | Шкендія          | Работнічкі       |
| 2017–18 | Шкендія (2)         | Вардар           | Работнічкі       |
| 2018–19 | Шкендія (3)         | Вардар           | Академія Пандєва |
| 2019–20 | Вардар (11)         | Сілекс           | Шкендія          |
| 2020–21 | Шкендія (4)         | Шкупі            | Струга           |
| 2021–22 | Шкупі (1)           | Академія Пандєва | Шкендія          |
| 2022–23 | Струга (1)          | Шкупі            | Шкендія          |
| 2023–24 | Струга (2)          | Шкендія          | Шкупі            |
| 2024–25 | Шкендія (5)         | Сілекс           | Работнічкі       |

## Титули
| Клуб            | Перемоги | Сезон                                                            |
| --------------- | -------- | ---------------------------------------------------------------- |
| Вардар          | 11       | 1993, 1994, 1995, 2002, 2003, 2012, 2013, 2015, 2016, 2017, 2020 |
| Шкендія         | 5        | 2011, 2018, 2019, 2021, 2025                                     |
| Работнічкі      | 4        | 2005, 2006, 2008, 2014                                           |
| Сілекс          | 3        | 1996, 1997, 1998                                                 |
| Слога Югомагнат | 3        | 1999, 2000, 2001                                                 |
| Победа          | 2        | 2004, 2007                                                       |
| Струга          | 2        | 2023, 2024                                                       |
| Македонія       | 1        | 2009                                                             |
| Ренова          | 1        | 2010                                                             |
| Шкупі           | 1        | 2022                                                             |